# InterParliamentary EU information eXchange
IPEX abréviation de InterParliamentary EU information eXchange, est une plate-forme d’échange d’information tant entre les Parlements nationaux qu’entre ceux-ci et le Parlement européen. Cette information concerne les affaires européennes, en particulier à la lumière des dispositions du Traité de Lisbonne. 
Le rôle des parlements nationaux est établi par le Protocole sur le rôle des Parlements nationaux dans l’Union européenne et le Protocole sur l’application des principes de subsidiarité et de proportionnalité.

## Histoire et rôle
IPEX a été créé à la suite d'une recommandation faite par la Conférence des Présidents des Parlements de l’Union européenne à Rome en 2000. Conformément aux Lignes directrices pour la coopération interparlementaire, convenues à La Haye en 2004, le lancement officiel du site Internet a eu lieu en juin 2006 lors de la Conférence des Présidents des Parlements de l’UE à Copenhague.
IPEX est un des principaux piliers de la communication interparlementaire sur les affaires européennes et a pour objectif de soutenir la Conférence des Présidents, la Conférence des Organes spécialisés dans les Affaires Communautaires des Parlements nationaux de l’UE (COSAC), les réunions des commissions spécialisées des Parlements nationaux et du Parlement européen, les réunions interparlementaires et les bureaux de liaison des Parlements nationaux à Bruxelles.
IPEX vise une coopération étroite entre les Parlements nationaux de l’Union européenne ainsi que la coordination de leurs approches concernant les affaires européennes. Il tente également de rendre la coopération interparlementaire sur les affaires européennes accessible aux citoyens européens. Dans cette optique, IPEX offre une navigation en plusieurs langues et publie les textes fondamentaux et les avis des Parlements nationaux en anglais, en français et dans d’autres langues de l’UE.
Conformément aux lignes directrices d’IPEX, IPEX est dirigé par le Conseil. Chaque année, ce Conseil est désigné par les Secrétaires-Généraux des Parlements nationaux et du Parlement européen, au nom de leur Président.
IPEX est géré par le Support Central, l’Officier d’information permanent et un réseau de Correspondants IPEX nationaux. Il peut recevoir des contributions de tous les Parlements nationaux des États Membres de l’Union européenne, des Parlements nationaux des pays candidats et du Parlement européen. Afin de promouvoir la coopération interparlementaire, IPEX est également ouvert à la COSAC et au CERDP.

## Fonctions
IPEX offre les particularités suivantes :
- un aperçu de l’état des lieux des débats dans les Parlements nationaux et le Parlement européen concernant les propositions législatives émanant des institutions européennes, en particulier de la Commission européenne;
- l’échange d’information entre les Parlements nationaux et le Parlement européen à propos de propositions législatives, avec une attention particulière pour les principes de subsidiarité et de proportionnalité;
- l’échange d’information sur des documents de consultation émanant de la Commission européenne dans le cadre du « dialogue politique informel » (anciennement l’« initiative Barroso »);
- un calendrier de la coopération parlementaire;
- des liens vers les Parlements nationaux et le Parlement européen, ainsi que vers d’autres sites Internet de coopération interparlementaire dans le cadre de l’UE offrant, entre autres, de l’information sur les procédures institutionnelles concernant les affaires européennes;
- Une base de données, des forums et une section comportant des nouvelles constituent les instruments permettant cet échange d’information.

IPEX accueille également le site Internet de la Conférence des présidents du Parlement européen.

## Compléments